# Josh A. Cassada
Josh A. Cassada, né le 18 juin 1973 dans l'État du Minnesota, est un astronaute américain. Il est sélectionné par la NASA en tant que membre du groupe d'astronaute 21 de la NASA en 2013. Il s'envole à bord de SpaceX Crew-5 depuis le centre spatial Kennedy le 5 octobre 2022 pour une mission de six mois à bord de la station spatiale internationale. Il rentre sur Terre le 12 mars 2023, puis prend finalement sa retraite de la NASA le 1er octobre 2024.

## Biographie
Josh A. Cassada est originaire de White Bear Lake, Minnesota. Cassada est un ancien pilote de l'aéronavale (USN) qui détient un diplôme du Albion College, et un doctorat de l'Université de Rochester. Cassada est un physicien de formation et travaille actuellement comme cofondateur et directeur de la technologie de Quantum Opus.

### Carrière d'astronaute
Il est sélectionné en juin 2013 dans le Groupe d'astronautes 21. Initialement assigné à Boeing Starliner-1, la première mission opérationnelle du vaisseau Starliner de Boeing en compagnie de Sunita Williams, alors prévue en 2022, il est réaffecté à la mission SpaceX Crew-5 prévue pour octobre 2022.
Le 5 octobre 2022, il s'envole à bord de SpaceX Crew-5 vers la Station spatiale internationale en tant que membre des expéditions 67 et 68.
Il prend sa retraite de la NASA le 1er octobre 2024.

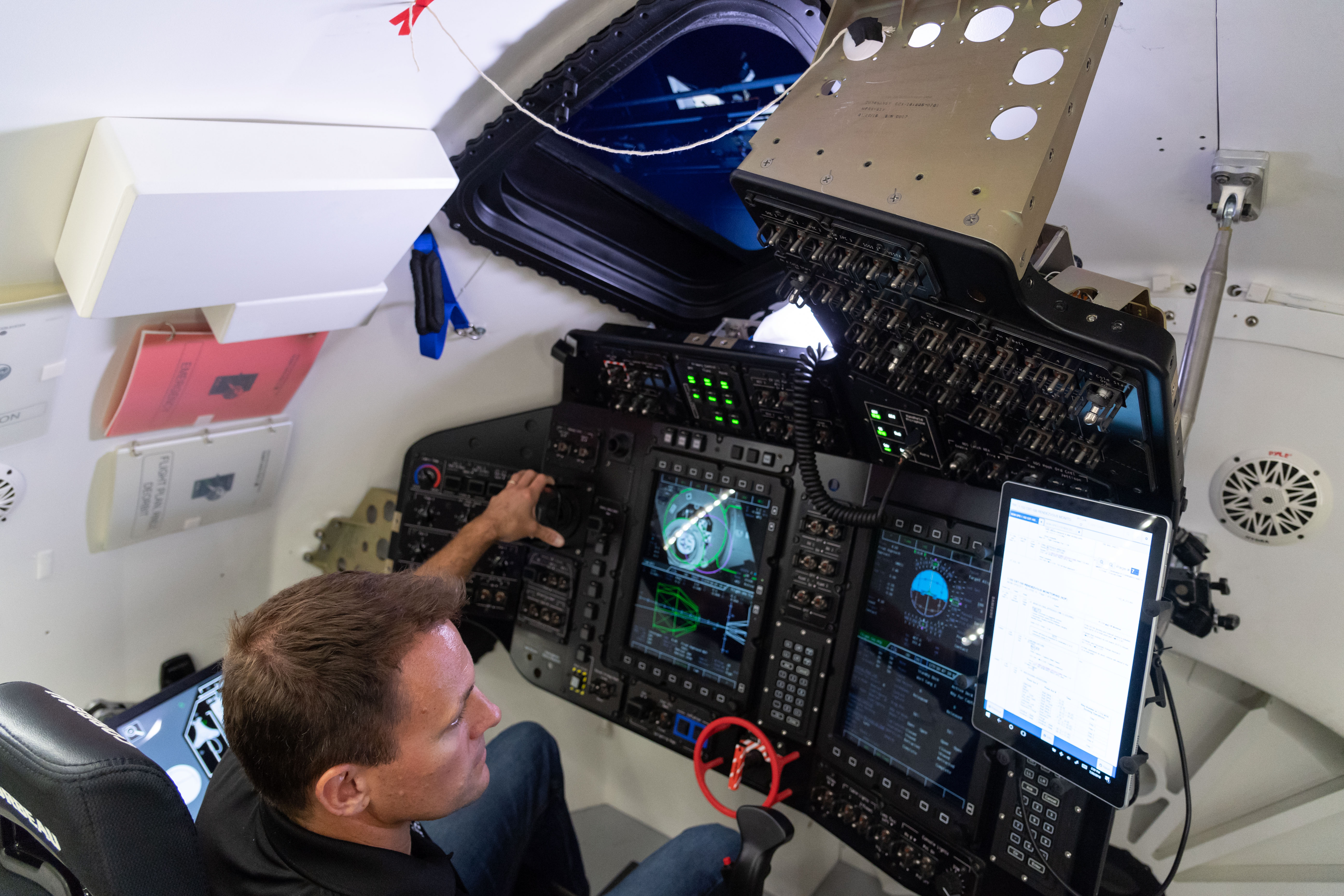
Cassada à l'entrainement dans un simulateur de la capsule Starliner.